# Jean Absil
Pour les articles homonymes, voir Absil.
 (juillet 2021).
Œuvres principales
- Les Voix de la Mer, opéra, op. 75
- Cinq symphonies
- Trois concertos pour piano et orchestre
- Quatre quatuors à cordes

Jean Absil, né le 23 octobre 1893 à Bon-Secours en Belgique et mort le 2 février 1974 à Uccle (Bruxelles), est un compositeur et pédagogue belge.

## Biographie

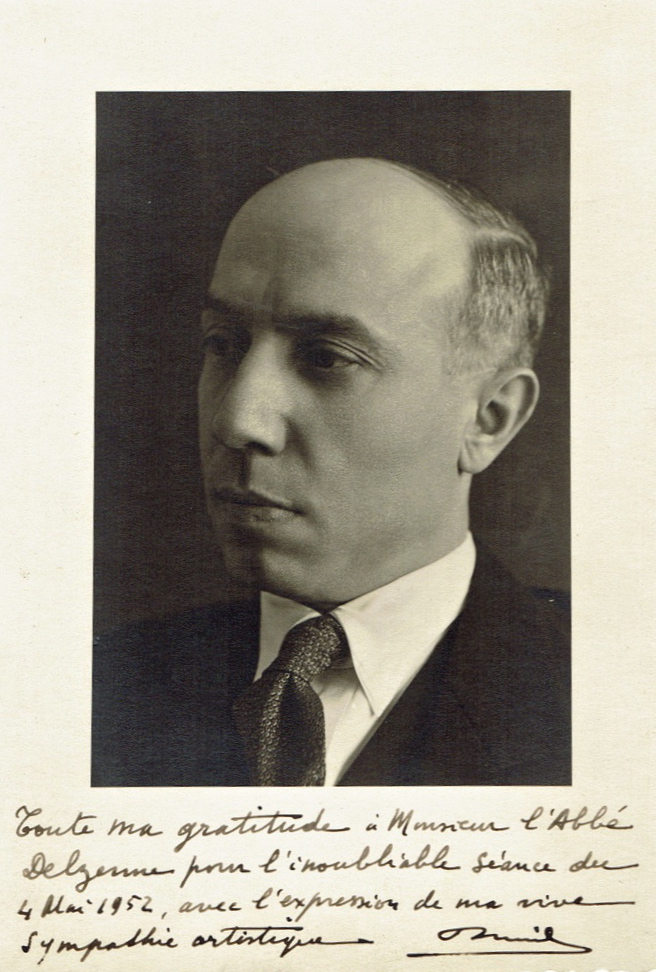
Jean Absil

Après avoir abordé l’étude de l’orgue, du piano et de l’harmonie avec Alphonse Oeyen (organiste à la basilique de Bon-Secours) ainsi qu'auprès du chanoine Joseph-Jules Dedoncker à l'École Saint-Grégoire à Tournai, Jean Absil entre en 1913 au Conservatoire royal de Bruxelles où il suit les cours d’orgue (classe d'Alphonse Desmet), de piano et d’écriture (contrepoint et fugue avec Léon Du Bois) avant d’étudier l’orchestration et la composition avec Paul Gilson. En 1922, il gagne le second Prix de Rome belge avec sa cantate La Guerre op. 2, et enseigne l'harmonie pratique au Conservatoire de Bruxelles où il sera nommé professeur en 1936. Très vite, il s'écarte des conceptions de son maître quant à l'orchestration et s'oriente vers la production contemporaine.
Il séjourne quelque temps à Paris, où il gagne le Prix Rubens en 1934[réf. souhaitée], et fonde la Revue internationale de musique (1938). Chef du groupe La Sirène, il fait connaître la musique contemporaine. Son concerto imposé pour piano lors du premier concours Eugène-Ysaÿe de 1938 (ancêtre du concours Reine Élisabeth) lui confère une renommée internationale.
Directeur, pendant quarante ans, de l'Académie de musique d'Etterbeek à laquelle il donna son nom en 1963, ce pédagogue a formé des générations de compositeurs ; il fut en effet également nommé professeur de fugue au Conservatoire royal de Bruxelles et à la Chapelle musicale Reine Élisabeth. Il fut élu à l'Académie royale de Belgique en 1955, et reçut le Prix Quinquennal du Gouvernement belge en 1964.
Musicien formé à l'ancienne, ses professeurs ne lui firent étudier aucun compositeur plus tardif que César Franck ; avec Gilson, il n'aborda que l'orchestration de Wagner, Richard Strauss et des Nationalistes russes… Or, à l'époque où il entra au Conservatoire, Stravinsky se distinguait déjà à Paris. C'est donc en assistant aux concerts donnés à Bruxelles par le Quatuor Pro Arte qu'il prit connaissance des œuvres de Milhaud, Hindemith et Schönberg ; il assista même souvent aux répétitions de ce quatuor pour mieux s'imprégner de ces musiques nouvelles pour lui. C'est donc par lui-même qu'Absil forgea son propre langage très personnel et cohérent qu'il appliqua à des formes diverses, son unité esthétique définissant sa personnalité en défiant le temps.
Absil réunit en une synthèse l'École française, Stravinsky, Bartók — qu'il admirait beaucoup, et dont il suivit l'exemple en étudiant la musique traditionnelle de Roumanie et d'autres pays —, ainsi que les musiques polytonale, atonale et sérielle. Le compositeur inventa des modes inédits qu'il renouvela d'une œuvre à l'autre. De ces modes naissent des accords qui, pour être différents des accords classiques, n'en sont pas moins pourvus de significations expressives de tension et de repos.
Si à partir de 1938, Absil s'efforça de rendre ses partitions plus accessibles, à partir de 1963, il cessa  toute concession, se consacrant presque exclusivement à la musique instrumentale.
Une école secondaire bruxelloise, l'Athénée royal d'Etterbeek porte son nom, l'Athénée royal Jean Absil.
La Commune de Bon-Secours, d'où est natif Jean Absil, a donné son nom à une place également ornée de son buste (face à la Basilique Notre-Dame). Il y est inhumé avec sa seconde épouse décédée en 1992.

## Œuvres
Absil a composé de très nombreuses œuvres dans tous les domaines.

### Œuvres pour orchestre
- 1920 Symphonie no 1 en ré mineur opus 1
- 1926 La mort de Tintagiles opus 3, pour orchestre
- Colas Chacha
- 1936 Symphonie no 2 opus 25, pour grand orchestre
- 1938 Rhapsodie no 2 opus 34
- 1939 Hommage à Lekeu opus 35, pour orchestre
- 1940 Philatélie opus 46, pour quatuor de solistes (SATB) et 14 instruments
- 1941 Les bénédictions opus 48, pour soli, chœur, grand orchestre et orgue
- 1942 Variations symphoniques opus 50, pour grand orchestre
- 1943 Les chants du mort opus 55, pour soli (SATB) et orchestre
- 1943 Rhapsodie roumaine opus 56, pour violon et orchestre
- 1943 Symphonie no 3 opus 57
- 1945 Jeanne d'Arc opus 65
- 1949 Le miracle de Pan opus 71
- 1950 Epouvantail opus 74
- 1954 Mythologie opus 84
- 1955 Introduction et Valses opus 89
- 1956 Suite opus 92, pour petit orchestre
- 1957 Suite bucolique opus 95
- 1960 Rhapsodie bulgare opus 104
- 1962 Fantaisie Humoresque pour clarinette et orchestre
- 1963 6. Rhapsodie pour cor et orchestre
- 1965 Divertimento pour quatuor de saxophones
- 1969 Symphonie no 4 opus 142, pour grand orchestre
- 1970 Symphonie no 5 opus 148, pour grand orchestre
- 1971 Fantaisie Caprice pour saxophone alto et orchestre
- 1972 Déités opus 160

### Concertos
- 1933 Concerto no 1 opus 11, pour violon et orchestre
- 1964 Concerto no 2 opus 124, pour violon et orchestre
- 1942 Concerto no 1 opus 54, pour alto et orchestre
- 1949 Concerto no 1, pour violoncelle et orchestre
- 1937 Concerto no 1 opus 30, pour piano et orchestre
- 1967 Concerto no 2 opus 131, pour piano et orchestre
- 1973 Concerto no 3 opus 162, pour piano et orchestre

### Œuvres pour ensemble de cuivres
- 1928 Rhapsodie flamande opus 4
  1. Het loze vissertje
  2. Pierlala
  3. Mie Katoen
- 1935 Petite suite opus 20
- 1937 Peau d'Ane opus 26, pour soli, récitant et orchestre de cuivres symphonique
- 1952 Rites opus 79
  1. Pour saluer l'aurore
  2. Pour conjurer les Esprits
  3. Pour fêter le Soleil
- 1953 Rhapsodie brésilienne opus 81
- 1954 Croquis sportifs opus 85
- 1956 Légendes opus 91
- 1956 Roumaniana opus 92
- 1959 Rhapsodie no 5 opus 102, sur de vieux Noëls français
- 1961 Danses bulgares opus 103
- 1963 Trois Fanfares opus 118, pour fanfare
  1. Guerrière
  2. Funèbre
  3. Joyeuse
- 1965 Ouverture "Les Voix de la Mer" tirée de l'opéra
- 1966 Nymphes et faunes opus 130
- 1971 Fantaisie - Caprice opus 152 pour saxophone alto et orchestre de cuivres symphonique

### Musique de chambre
- 1929 Quatuor à cordes no 1 opus 5, pour deux violons, alto et violoncelle
- 1931 Trio no 1, opus 7, pour violon, violoncelle et piano
- 1932 Berceuse, pour violoncelle ou alto ou saxophone alto et piano
- 1934 Quatuor à cordes no 2 opus 13, pour deux violons, alto et violoncelle
- 1934 Quintette, opus 16, pour flûte, hautbois, clarinette, cor et basson
- 1935 Trio à cordes no 1 opus 17, pour violon, alto et violoncelle
- 1935 Quatuor à cordes no 3 opus 19, pour deux violons, alto et violoncelle
- 1936 Fantaisie rhapsodique opus 21, pour quatuor de violoncelles
- 1937 Quatuor no 2 opus 28, pour quatuor de violoncelles
- 1937 3 pages pour quatuor de saxophones opus 31
- 1938 Quatuor avec clavier, opus 33, pour violon, alto, violoncelle et piano
- 1938 Trois pièces en quatuor, opus 35, pour quatuor de saxophones
- 1939 Suite pastorale, pour piano (ou flûte, hautbois, clarinette, cor et basson), opus 37
- 1939 Concert à cinq, pour flûte, violon, alto, violoncelle et harpe diatonique, opus 38
- 1939 Trio à cordes no 2 opus 39, pour violon, alto et violoncelle
- 1939 Fantaisie, opus 40, pour violon, alto, violoncelle et piano
- 1941 Quatuor à cordes no 4, opus 47, pour deux violons, alto et violoncelle
- 1942 Suite, opus 51, pour violoncelle et piano
- 1949 Chacone, pour violon, opus 69
- 1950 Pièces en quatuor, pour quatuor de saxophones
- 1950 Sicilienne, pour flûte ou clarinette ou saxophone et piano ou harpe
- 1951 Contes, pour trompette et piano, opus 76
- 1952 Suite, pour trombone, tuba ou violoncelle et piano, opus 78
- 1956 Suite sur des thèmes populaires roumains, pour 4 saxophones, opus 90
- 1958 Silhouettes, pour flûte et piano, opus 97
- 1958 Burlesque, pour hautbois et piano, opus 100
- 1959 Danses bulgares, pour clarinette, basson, flûte, cor et hautbois (ou piano solo), opus 103
- 1962 Sonatine en duo, pour violon et alto, opus 112
- 1963 Étude no 3, pour tambour et piano
- 1963 Sonate, pour saxophone alto et piano, opus 115
- 1967 Quatuor, pour 4 clarinettes, opus 132
- 1967 Sonate, pour violon, opus 134
- 1968 Croquis pour un carnaval, pour quatuor de clarinettes et harpe diatonique, opus 137
- 1968 Cinq pièces faciles, pour clarinette ou saxophone alto et piano, opus 138
- 1968 Suite no 2, opus 141, pour violoncelle et piano
- 1968 Suite mystique, opus 145, pour quatuor de flûtes
- 1970 Sonate, opus 146, pour violon et piano
- 1970 Suite, opus 149, pour trompette en ut ou si b et piano
- 1971 Quatre esquisses, opus 154, pour flûte, hautbois, clarinette et basson
- 1972 Trio no 2, opus 158, pour violon, violoncelle et piano
- 1973 Images stellaires, pour viool en cello, opus 161
- Étude no 11, pour tambour (ou 4 timbales) et piano
- 10 pièces pour une ou deux guitares

### Œuvres pour la scène

#### Opéras
| Date | titre                                            | actes   | première                  | livret               |
| ---- | ------------------------------------------------ | ------- | ------------------------- | -------------------- |
| 1937 | Peau d'âne, opus 26                              | 3 actes | 1942, Rome                | Henri Ghéon          |
| 1939 | Ulysse et les sirènes, opus 41                   |         | 1939, opéra radiophonique | José Bruyr           |
| 1940 | Philatélie (Postzegelkunde), opus 46             |         |                           | Thomas Braun         |
| 1944 | Fansou ou Le chapeau chinois, opus 64            | 1 acte  | 1947, Bruxelles           | Maurice Franc-Nohain |
| 1950 | Pierre Breughel l'Ancien, opus 73                |         | opéra radiophonique       | René Lyr             |
| 1951 | Les voix de la mer (De stem van de zee), opus 75 | 3 actes | 26 mars 1954, Bruxelles   | René Lyr             |

#### Ballets
| Date | titre                         | actes  | première          | livret              | choreografie |
| ---- | ----------------------------- | ------ | ----------------- | ------------------- | ------------ |
| 1949 | Le miracle de Pan, opus 71    | 1 acte | 1952, Bruxelles   | René Lyr            |              |
| 1950 | Epouvantail, opus 74          | 1 acte | 1951, Bruxelles   | Etienne De Sadeleer |              |
| 1951 | Les météores, opus 77         | 1 acte | 1952, Monte-Carlo | René Lyr            |              |
| 1956 | Le Bal chez Madame de X       |        | 1957, Bruxelles   |                     |              |
| 1966 | Petites polyphonies, opus 128 |        |                   |                     |              |

### Musique vocale
- 1927 Trois mélodies, pour mezzo-soprano (ou baryton) et piano - texte : Jean Moréas et Iwan Gilkin
- 1927 Cimetière, pour voix médiane et piano
- 1927 Evasion opus 8, pour voix aiguës et piano
- 1930 Cinq mélodies, pour voix médiane et piano
- 1932 Tahi - Taho opus 8, pour voix médianes et piano
- 1932 Trois mélodies, pour ténor et piano - texte : Paul Brohée et Arthur Cantillon
- 1933 Cinq mélodies opus 12, pour mezzo-soprano et quatuor à cordes
- 1933 Deux mélodies, pour voix médiane et piano
- 1933 Quatre poèmes, pour mezzo-soprano (ou baryton) (no 4 pour soprano ou ténor) et piano, opus 12 - texte : Maurice Maeterlinck
- 1936 Nostalgie d'Arabella, pour alto, saxophone alto, piano et batterie, opus 22 - texte : Maurice Beerblock
- 1937 Batterie, pour soprano ou ténor et piano, opus 29 - texte : Jean Cocteau
- 1938 Berceuse, pour voix et piano - texte: Christian Morgenstern
- 1940 Trois poèmes de Tristan Klingsor, pour mezzo-soprano (ou baryton) et petit orchestre, opus 45
- 1942 Enfantines, pour mezzo-soprano (ou baryton) et piano, opus 52 - texte: Madeleine Ley
- 1942 Deux poèmes, pour soprano ou ténor et piano, opus 53 - texte: Francis Jammes
- 1942 Chanson de quatre sous, pour mezzo-soprano (ou baryton) et piano - texte : Paul Fort
- 1950 Phantasmes, pour alto, saxophone alto, piano et batterie, opus 72 - texte : Henri Michaux, Langston Hughes et Maurice Beerblock
- 1952 Rêves, pour mezzo-soprano (ou baryton) et piano, opus 80 - texte : René Lyr
- 1958 Heure de grâce, pour voix aigüe et piano, opus 98 - texte : Maurice Carême
- 1963 Trois vocalises, pour mezzo-soprano (ou baryton) et piano, opus 116
- 1963 Cache-cache, pour mezzo-soprano (ou baryton) et piano, opus 117 - texte : Maurice Carême en Elise Vollène
- plusieurs recueils pédagogiques pour voix d'enfants (L'Album à colorier, Le cirque volant, À cloche pied, Petites polyphonies, Cinq chansons de Paul Fort...)

Ses nombreuses œuvres vocales mettent en musique des poèmes de Victor Hugo, Maeterlinck, Tristan Klingsor, Guillaume Apollinaire (Alcools et Le Bestiaire), Paul Fort, Francis Jammes, René Lyr, etc.

### Musique chorale
- 1932 Trois poèmes d'Arthur Cantillon opus 9 pour chœur mixte
- 1934 Trois chœurs opus 15 pour chœur d'hommes
- 1935 Six chœurs I opus 18 pour chœur d'enfants et piano
- 1935 Cinq chansons de Paul Fort, pour deux voix égales et piano

### Œuvres pour le piano
- 1930 Recollections from Porkuni, cycle de pièces pour le piano
- 1932 3 Impromptus, opus 10
- 1936 Recollections from Young Years I, cycle de pièces pour le piano
- 1937 Sonatine no 1, opus 27
- 1938 rev. 1961 Pièce héroïque (Heldenstuk), 3 études pour la main droite, opus 32
- 1939 Recollections from Young Years II, cycle de pièces pour le piano
- 1939 Marines, opus 36
- 1939 Sonatine no 2 »Suite Pastorale«, opus 37
- 1944 Recollections from Lahmuse
- 1944 5 Bagatellen, opus 61
- 1944 Grand Suite no 1, opus 62
- 1946 Hommage à Schumann, opus 67
- 1954 Esquisses sur les sept péchés capitaux, opus 83, pour piano (1954)
- 1956 Variaties, opus 93
- 1957 Suite »Echecs«, opus 96
- 1958 Pastourelle
- 1959 Passacaille »In memoriam Alban Berg«, opus 101
- 1959 Rhapsodie no 5: 6 danses Bulgares, pour 2 pianos, opus 102
- 1961 Trente études préparatoires à la polyrythmie, opus 107
- 1961 Du rythme à l'expression I, opus 108 no 1
- 1961 Du rythme à l'expression II, opus 108 no  2
- 1961 Suite »Hommage à Chopin«
- 1962 Grande suite no 2, opus 110
- 1962 Humoresques, opus 126
- 1966 Sonatine, opus 125
- 1966 Ballade voor de linkerhand, opus 129
- 1967 Allegro brillante, pour 2 pianos, opus 132
- 1968 Asymétries, pour 2 pianos, opus 136
- 1968 Alternances (Afwisselingen), opus 140
- 1971 Féeries, opus 153
- 1972 Poésie et vélocité, opus 157

### Orgue
- 1965 Trois Pièces, opus 127
- 1968 Entrée Solennelle pour un "Te Deum"

## Discographie
- Absil: selected piano works, Daniel Blumenthal. Fuga Libera 2011 (FUG578)[3]